# Краківські вісті
Краківські вісті — загальноінформаційний щоденник краківсько-львівського Українського видавництва, найстабільніше українське періодичне видання періоду Другої світової війни.

## Видання
Часопис виходив від 7 січня 1940 року у Кракові, з 10 жовтня 1944 до 29 березня 1945 років — у Відні: спочатку – двічі на тиждень (середа, субота), з 1 травня 1940 — тричі на тиждень (понеділок, середа, п'ятниця), згодом набув статусу єдиної в Генеральній губернії позаурядової щоденної газети для українців.
Загалом вийшов 1401 номер. Наклад газети коливався між 7 200 та 22 500 примірниками. Спочатку регіональні редакції працювали у Ярославі, Сяноку, Холмі. Надалі для регіонів було засновано два тижневики («Краківські вісті» для Лемківщини, Підляшшя і Посяння та «Холмська земля» для Холмщини), а всі структурні підрозділи щоденника (адміністрація, редакція, друкарня) аж до моменту евакуації постійно перебували у Кракові: адреса редакції – вул. Елізи Ожешко, 7; адміністрації – вул. Кармелітська, 34. Поліграфічною базою стала колишня друкарня краківської єврейської газети «Nowy dziennik». У віденський період офіс видання знаходився на Fleischmarkt, 3–5.
Незважаючи на суворі обмеження німецькою цензурою, видання було найвпливовішим українським щоденником у роки Другої світової війни та важливим джерелом інформації про хід воєнних та післявоєнних подій на території України.
Головні редактори — В. Левицький, М. Хом'як з асистентом Л. Лепким; журналісти-кореспонденти: І. Кедрин, І. Дурбак, М. Козак, П. Сагайдачний, С. Баран, А. Курдидик та інші.
Хоча офіційно газета була незалежним виданням, тональність публікацій та їхній зміст, як наголошувала Л. В. Головата, вказують на тісні зв'язки з Українським центральним комітетом.

## Історія
Кроки, необхідні для легалізації преси у захопленому німецькими військами Кракові, – переговори з властями, юридичне оформлення, забезпечення матеріальної бази, пошуки окремих журналістів і видавців – українські політемігранти здійснили ще в кінці 1939 року. Відповідальним редактором призначено досвідченого журналіста М. Хом'яка. До роботи у виданні були залучені колишні члени редколегії «Діла» – І. Кедрин-Рудницький, І. Німчук, П. Лисяк, В. Несторович, Г. Которович та інші.
Управління часописом здійснювалося на різних рівнях. Питання організації, визначення редакційного складу, вишколу кореспондентів, встановлення зв'язків з властями належали до компетенції Українського центрального комітету, єдиної санкціонованої структури, що уособлювала легальне українське життя в Генеральній губернії. Низові підрозділи УЦК – українські допомогові комітети і делегатури – здійснювали безпосередній контакт з кореспондентами, сприяли їм в отриманні інформації, повідомляли про заходи місцевих українських осередків. Представники УДК/делегатур ставали одночасно інформаторами УЦК та кореспондентами щоденника. Гонорари за матеріали редакція виплачувала на основі тарифів, визначених відділом пропаганди УЦК, і без погодження з останнім не могла самостійно працевлаштувати чи звільнити кореспондентів.
Для виконання кореспондентських функцій часто обирали місцевих активістів – управителів шкіл, вчителів, діячів кооперації, що виступали речниками політики УЦК серед українського населення, брали участь у місцевій культурно-освітній роботі, допомагали у підготовці громадських заходів. Більш кваліфікованим резервом для забезпечення пресової діяльності були політемігранти з журналістським досвідом роботи (М. Терлецький, І. Черкавський, М. Каплистий, Р. Ґут-Кульчицький, Р. Данилевич, О. Губчак, В. Безушко, Ю. Таркович).
Частина матеріалів «Краківських вістей» вказує на тісний зв'язок газети з УЦК, що здійснювався через його працівників, керівників структурних підрозділів, представників створених при комітеті професійних об'єднань – В. Кубійовича, В. Глібовицького, Я. Дзиндру, М. Василіва, П.-М. Ісаїва, М. Коновальця, Х. Кононенко, М. Кушніра, С. Левицького, А. Мілянича, Р. Осінчука, К. Паньківського, М. Пастернакову, Ю. Полянського, П. Саноцького, О. Тарнавського, І. Теслю, М. Хронов'ята та інших. Всі вони містили матеріали офіційного, пропагандистського, освітнього характеру, використовуючи щоденник як трибуну для пропаганди діяльності комітету та його позиції з усіх важливих питань національного життя у тогочасних умовах.
УЦК ініціював запровадження окремих сторінок і рубрик — літератури, господарства, жіноцтва, фейлетонів, наполегливо вимагав постійного обговорення тем з фахового шкільництва, організації праці, культурно-освітнього життя тощо. 14 січня 1940 року започатковано «Літературно-науковий додаток» для публікацій невеликих текстів белетристики, а також статей з географії, історії, етнографії, культурного розвитку українських теренів. 28 лютого 1940 року рубрику закрили, однак літературно-художні твори, мемуари, історичні та політологічні нариси й надалі постійно друкувалися на сторінках щоденника, а деякі з цих матеріалів вслід за газетними публікаціями вийшли в Українському видавництві окремими книгами (наприклад, «Історичні нариси: Княжа доба» М. Андрусяка, «По неволі – відродження: Українська православна церква Холмщини і Підляшшя на новій дорозі» С. Барана, «Причини упадку Польщі» І. Кедрина, «Богдан Хмельницький у Белзчині й Холмщині» та «Болеслав-Юрій II: Останній самостійний володар Галицько-Волинської держави» М. Кордуби).
Відповідно до воєнно-політичної ситуації змінювався склад дописувачів газети. На етапі становлення (1940 – І половина 1941 років) переважали політемігранти та мешканці українських етнічних земель, повітових міст і сіл Генеральної губернії. Обережність редакції в розгортанні щоденника, як з погляду кількості і складу авторів, так і щодо інформаційної різноплановості, зумовлювалася загальними цензурними приписами, випадками звільнення перших співробітників. Німецькі цензори толерували обговорення освітніх, господарських тем, не заперечували стосовно розміщення матеріалів антипольського спрямування, проте, з огляду на тимчасові домовленості з радянською стороною (пакт Молотова — Ріббентропа), стримували спроби політеміграції викривати суть ідеології і політики більшовизму. Перевагу отримала господарська та освітньо-виховна тематика (Б. Галайчук, М. Хронов'ят, Ю. Таркович, І. Коровицький). У «Краківських вістях» літературно-художні матеріали й дописи про літературу репрезентовано іменами Б. Лепкого, Л. Лепкого, Б. Гошовського, Б. Романенчука, О. Стефановича, С. Кушніренка, Ю. Яновського, художника і гумориста Е. Козака. Репортажі про події з місць найчастіше підписано псевдонімами, утвореними від географічних назв. Попри те, що в Кракові перебували лідери всіх основних політичних груп, найбільший вплив на зміст часопису мали автори із середовища ОУН.
З початком німецько-радянської війни (червень 1941) почалося масове повернення політемігрантів-дописувачів до України. Водночас редакція отримала змогу поширювати тираж на західноукраїнських землях і залучити до співпраці десятки дописувачів з Галичини. Було оприлюднено свідчення очевидців воєнно-політичних подій у Галичині від вересня 1939 до червня 1941 років – про спроби насильницької колективізації сільського господарства, більшовицькі репресії, купи тіл забитих в'язнів, списки замордованих під промовистими назвами «Українські гекатомби», «Жертви НКВД» тощо, а також фоторепортажі із застінків НКВС УРСР, відкритих у перші дні вступу нацистів до Львова. Актуальними стали спогади учасників боротьби з більшовиками та російською армією у І-й чверті століття – М. Островерхи про похід на Львів і Київ, Б. Лепкого з часів Першої світової війни, Я. Гальчевського-Войнаровського «Проти червоних окупантів» тощо.
Наприкінці 1941 – на початку 1942 років визначилася група кореспондентів (Б. Нижанківський, З. Тарнавський, М. Пастернакова, І. Німчук), яка спеціалізувалася на львівській тематиці: повсякденна хроніка – перейменування вулиць, вивіски, графік руху транспорту, розпорядження окупаційної влади, мартирологія, культурне життя, видавнича справа, організація освіти, суспільна опіка та інше. Наукові теми порушували львівські вчені В. Сімович, М. Возняк, І. Крип'якевич, М. Кордуба, П. Лушпинський, літературно-мистецькі – С. Гординський, Б. Гошовський, Ю. Стефаник, Л. Луців, Вас. Барвінський, Є. Цегельський. Внаслідок залучення львівських авторів матеріали з Холмщини, Лемківщини, Посяння порідшали, стало більше репортажів з Галичини. Від весни 1943 року воєнні звітодавці С. Волинець, Ол. Луцький, М. Левицький висвітлювали хроніку формування дивізії СС «Галичина».
З початком радянського контрнаступу та внаслідок поетапної евакуації у Львові певний час перебували численні втікачі зі східноукраїнських земель, серед них – харківські та київські вчені і літератори (Т. Осьмачка, Ю. Шевельов, О. Оглоблин, А. Любченко, І. Багряний та інші). Налагодивши співпрацю з українськими періодичними виданнями Генеральної губернії, друкуючи власні вірші, оповідання, спогади, наукові статті та інтерв'ю, представники новоприбулої творчої інтелігенції істотно змінили образ тутешньої української преси, зокрема покращили якість матеріалів культурного характеру «Краківських вістей».
Постійними співробітниками газети у Кракові залишалися Л. Бурачинська, І. Винницька, Б. Романенчук, Є.-Ю. Пеленський, Д. Горняткевич.
Окрему групу авторів утворили українці-військовополонені радянської армії та робітники-«остівці» (К. Дацько, П. Кізко, М. Ситник, М. Терлецький, І. Майстренко), листи, оповідання, спогади яких надавав редактор берлінської газети для полонених «Нова доба» Г. Которович.
Закордонні дописувачі газети працювали у великих європейських містах, менших населених пунктах, всюди, де діяли організовані українські громади. Із Праги матеріали про життя еміграції, культорологічні, мистецтвознавчі статті, огляди поточних подій зі східноукраїнських земель подавав Д. Антонович. З Берліна дописували Б. Осадчук, Г. Которович, С. Женецький. Десятки публікацій належали А. Курдидикові, ім'я якого, попри часті зміни ним місця проживання, не зникало на тривалий час зі шпальт. Постійним представником газети в Римі був Є. Онацький. Офіційний представник ОУН (м) у Фінляндії Б. Кентржинський спеціалізувався на скандинавській тематиці – країнознавчій, культурній і політичній.
Кореспондентський корпус щоденника зазнавав постійних втрат, що були як природними, так і через переслідування з боку гестапо (Я. Рак), польського підпілля (П. Саноцький), радянських партизанів (Є. Грицак), а на останньому етапі – повітряними бомбардуваннями союзних військ (Н. Мазепа-Сингалевич). Дестабілізація військово-політичної обстановки, масштабний евакуаційний процес і перенесення «Краківських вістей» до Відня (жовтень 1944 року) призвели до припинення співпраці з газетою багатьох авторів. Кількість кореспондентів скоротилася до лічених осіб, а перевагу в змісті на завершальному етапі отримали офіційні матеріали.